# Romanticii (formație)
Romanticii a fost o formație înființată în 1972 de Mircea Drăgan după ce a părăsit formația Mondial, al cărui membru fusese din 1968.
Romanticii a fost prima formație rock din România, care cânta la Casa de cultură a studenților „Grigore Preoteasa” și în căminele studențești 303 (actual ANEFS).

## Membri
1972: 
- Mircea Drăgan - lider, claviaturi (ex-Mondial)
- Teodor Tufiș - chitară, vocal (ex-Modern Group)
- Marcel Năvală - chitară bas, vocal (ex-Modern Group)
- Dorel Vintilă-Zaharia - baterie (ex-Modern Group)
- Nicky Păun - sax, flaut

1973: 
- Mircea Drăgan - lider, claviaturi
- Teodor Tufiș - chitară, vocal
- Marcel Năvală - chitară bas, vocal
- Dorel Vintilă-Zaharia - baterie
- Nicky Păun - sax, flaut
- Sile Zamfir - trombon (ex-Modern Group)

1974: 
- Mircea Drăgan - lider, claviaturi
- Teodor Tufiș - chitară, vocal
- Marcel Năvală - chitară bas, vocal
- Dorel Vintilă-Zaharia - baterie
- Nicky Păun - sax tenor, flaut
- Petrache Marin - sax alto (ex-Cromatic)
- Sile Zamfir - trombon

1975: 
- Mircea Drăgan - lider, claviaturi
- Mihai Muncioiu - chitară, vocal (Roșu și Negru)
- Dan Cosma - chitară bas, vocal(Semnal M)
- Dorel Vintilă-Zaharia - baterie
- Petrache Marin - sax, flaut
- Ilie Dornescu - trompetă (ex-Modern Group)
- Sile Zamfir - trombon

1976: 
- Mircea Drăgan - lider, claviaturi
- Sergiu Tavifta - chitară, vocal (ex-Cromatic)
- Petre Răduță - chitară bas, vocal (ex-Cromatic)
- Dorel Vintilă-Zaharia - baterie
- Ilie Dornescu - trompetă
- Marcel Maican - trombon (ex-Cromatic)
- Peter Wertheimer - sax alto (ex-Supergroup Electrecord)
- Valeria Puși - voce, clape (ex-Cromatic)

1979:
- Mircea Drăgan - lider, claviaturi
- Mircea Vlad - chitară, vocal (ex-Cromatic, Roșu și Negru)
- Petre Răduță - chitară bas, vocal (ex-Cromatic)
- Leonard Constantin - baterie (Ediție Specială)
- Ilie Dornescu - trompetă
- Marcel Maican - trombon (ex-Cromatic)
- Peter Wertheimer - sax alto (ex-Supergroup Electrecord)
- Valeria Puși - voce, clape (ex-Cromatic)

1981: 
- Mircea Drăgan - lider, claviaturi
- Mihaela Oancea - voce
- Alexandru Horvath - chitară
- Bogdan Cristea - chitară bas
- Victor Boz - sax (ex-Sincron)
- Ilie Dornescu - trompetă
- Marcel Maican - trombon
- Ionuț Mocanu - baterie

1982: 
- Mircea Drăgan - lider, claviaturi
- Viorel Ungureanu - chitară
- Bogdan Cristea - chitară bas
- Victor Boz - sax
- Ilie Dornescu - trompetă
- Marcel Maican - trombon
- Gabriel Toma - baterie

1985: 
- Mircea Drăgan - lider, claviaturi
- Florentina Radu & Mihai Balea - voce (Tânăra Generație)
- Marius Odagiu - chitară (Tânăra Generație)
- Mihai Ilie - chitară bas (Tânăra Generație)
- Tudor Zaharescu - baterie (Tânăra Generație, Cromatic, Big Band Radio)
- Adalbert Primo - clape (Tânăra Generație)
- Flavius Teodosiu - sax tenor, sax alto (Tânăra Generație)
- Victor Boz - sax, flaut
- Paul Pârciu - trombon (ex-Basorelief; Tânăra Generație)

1986: 
- Mircea Drăgan - lider, claviaturi
- Ilie Vorvoreanu - chitară
- Doru Căplescu - trompetă, vocal (ex-Cristal)
- Christian Ghetz - trombon
- Florian Secula - baterie
- Alina Neuhauser - voce

1988: 
- Mircea Drăgan - lider, claviaturi
- Marius Voicu & Iulia Nemeș - voce
- Cristian Dumitrescu-Blendea - chitară (Crai Nou, Vodevil)
- Paul Marian - trompetă
- Cornel Oancea - trombon
- Florian Secula - baterie

1989: 
- Mircea Drăgan - lider, claviaturi
- Willy Mertan - chitară (ex-Cupidon)
- Paul Marian - trompetă
- Cornel Oancea - trombon
- Florian Secula - baterie

## Discografie
- Rondelul Cupei De Murano (Electrecord ‎– STM-EDC 10.314), 1973[1]

A1	Rondelul Cupei De Murano
A2	O, Rămîi...
B3	Crăiasa Din Povești
- Clipele (Electrecord ‎– 45-EDC 10.343, Electrecord ‎– STM-EDC 10.343) 1975[2]

A1	Clipele (Proud Mary)
A2	Dacă Pleci Acum (Where We'll Go Again)
B3	Nu Te Mint (All Right Now)
B4	Întrebare (Sunday)
- Soare și Foc(Electrecord - ST-EDE 2785), 1985

A1 - Cheia Fa sau Sol(Mircea Drăgan/Gina Teodorescu)
A2 - Călătorie Cosmică(Mircea Drăgan/Gina Teodorescu)
A3 - Un Cântec Nesfârșit(Mircea Drăgan/Gina Teodorescu)
A4 - Soare și Foc(Mircea Drăgan/Gina Teodorescu) 
A5 - Pe cine iubești tu?(Mircea Drăgan/Gina Teodorescu) 
B1 - Viața începe printre jucării(Mihai Ilie/Roxana Popescu) 
B2 - Drum către sufletul tău(Mihai Ilie/Corina Brăneanu) 
B3 - Mâine(Mircea Drăgan/Gina Teodorescu) 
B4 - Doar Muzica(Marius Odagiu/George Odagiu) 
B5 - Secolul XXI(Mircea Drăgan/Gina Teodorescu)   